# Melé

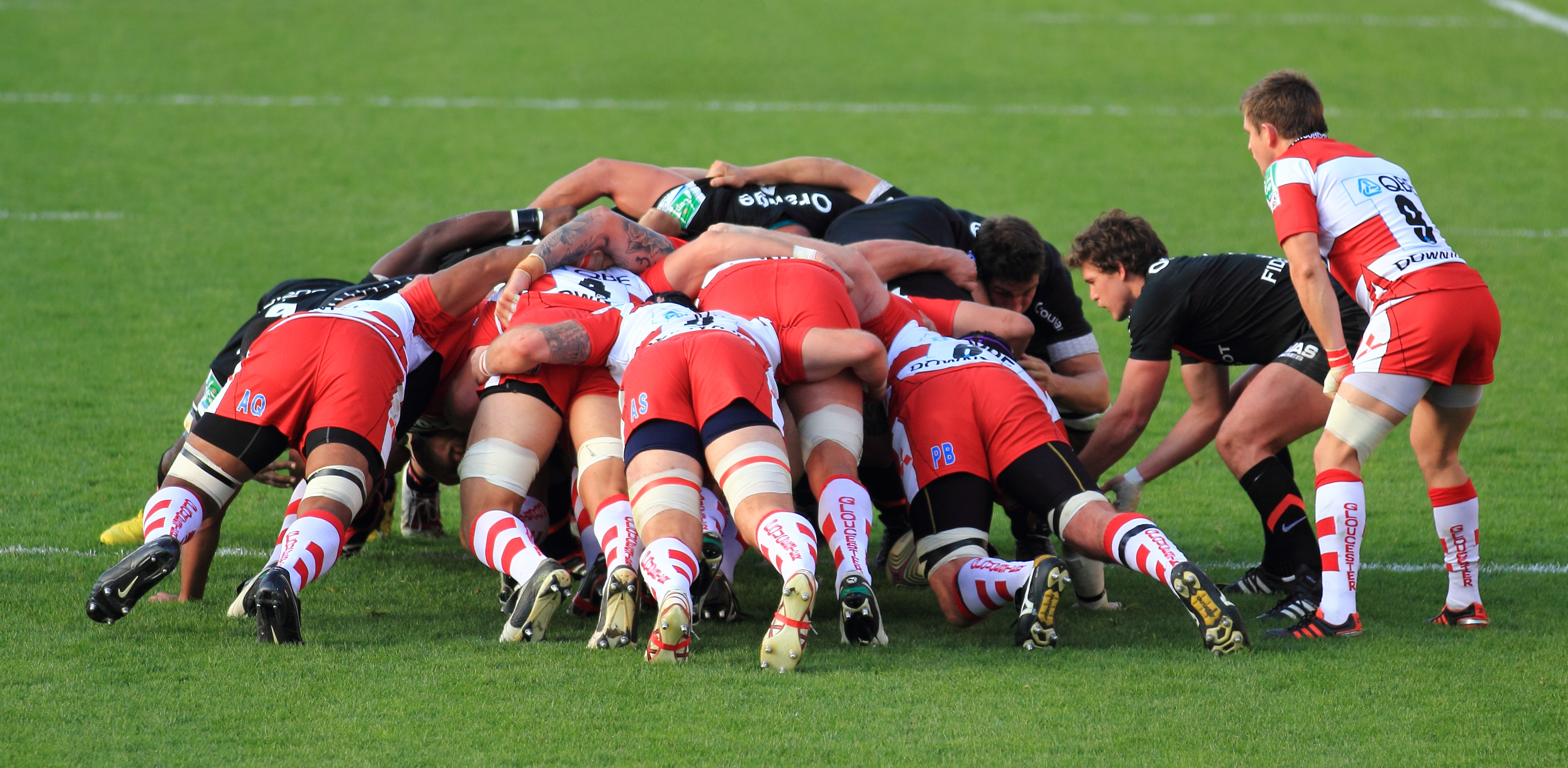
Una melé en formació

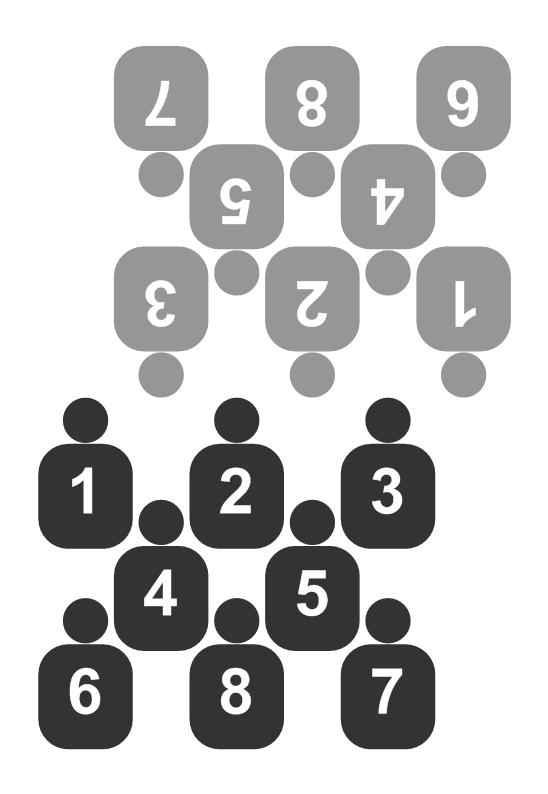
Disposició de la melé

Una melé és una jugada realitzada per decisió de l'àrbitre com a conseqüència d'una falta, que s'inicia en el mateix punt on s'havia comès la infracció. Els vuit davanters de tots dos equips, agafats per les espatlles i amb el cap baix, empenyen als jugadors contraris, que estan col·locats de la mateixa manera però encarats a ells, per guanyar terreny i recuperar la pilota. Dins la melé la pilota només es pot empènyer amb els peus perquè surti de la melé i sempre després que aquesta hagi botat al terra. La pilota no es pot agafar amb la mà.
En el joc, hi ha un altre tipus de melé, anomenada melé espontània o mol: els jugadors avancen agrupats cap a la línia d'assaig de l'adversari, amagant la pilota.

## Etimologia
És un terme que s'incorpora dins el vocabulari del rugbi català per influència del francès. La paraula francesa mêlée, existeix d'ençà el segle xi. Deriva del verb "mêler", provinent del llatí vulgar "misculare" (llatí clàssic: miscere, "barrejar") que, abans d'aplicar-se al rugbi, volia dir "aglomeració sense ordre de persones", com podia passar en els combats. De fet el rugbi transforma la significació originària, puix que la melé del rugbi és un conjunt organitzat de jugadors.